# Peter Rudolf Karl Herbsthoffer
Peter Rudolf Karl Herbsthoffer (Presbourg, 17 avril 1821 - Waidhofen an der Thaya, 1er juin 1876) est un peintre autrichien.

## Biographie
Élève de l'Académie des Beaux-arts de Vienne (1834-1839) puis de Friedrich von Amerling (1839), il est membre de l'atelier d'Eugène Isabey à Paris de 1846 à 1870 et participe régulièrement aux différents salons de 1846 à 1876. En 1853, il est chargé à Manchester des expositions de la Royal Academy.

## Œuvres
On lui doit des portraits, des scènes de genre et des scènes d'histoire.
- Épisode de l’iconomachie dans les Pays-Bas, guerre de Trente ans, 1846
- Un antiquaire lisant dans une chronique, 1847
- Des chenapans, 1848
- Bauernaufstand vor der Festung, 1848
- Figure de la République française, 1849
- L’Atelier de Van Ostade
- Le Buveur/Le Moine, 1850
- Daniel dans la fosse aux lions, v. 1850, Église Saint-Pierre-du-Gros-Caillou, Paris
- La Transfiguration du Christ sur le mont Thabor, 1852, Mairie de Saint-Paul (Alpes-de-Haute-Provence)
- Saint Jean baptisant le Christ, 1852, Cathédrale d'Agen
- Ruhender Musketier, 1854
- Une antichambre sous Louis XIII, 1864, Musée de Tessé, Le Mans
- The White Parrot, 1865
- Sentinelle endormie, 1865

## Galerie

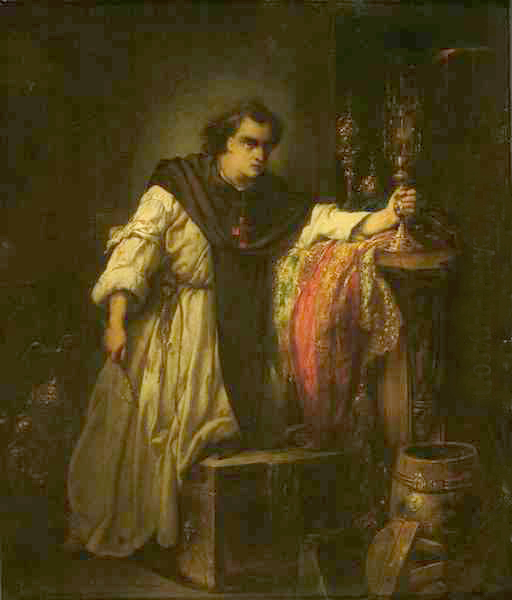
An Altar Boy
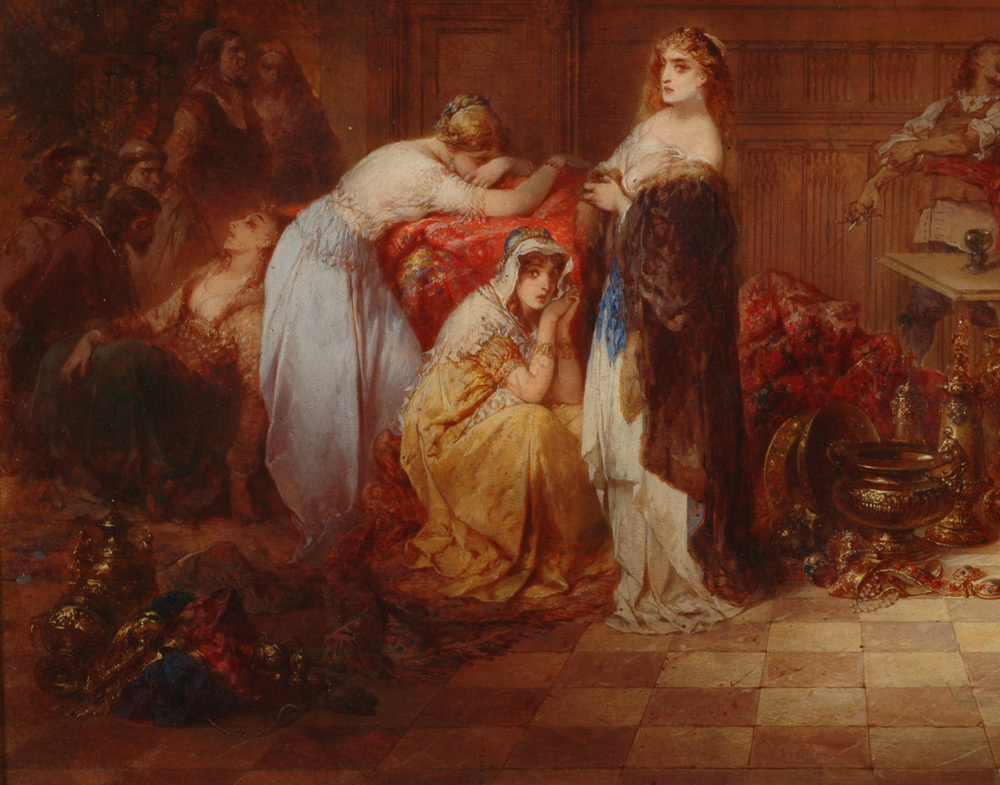
Les honneurs de Victor, 1871
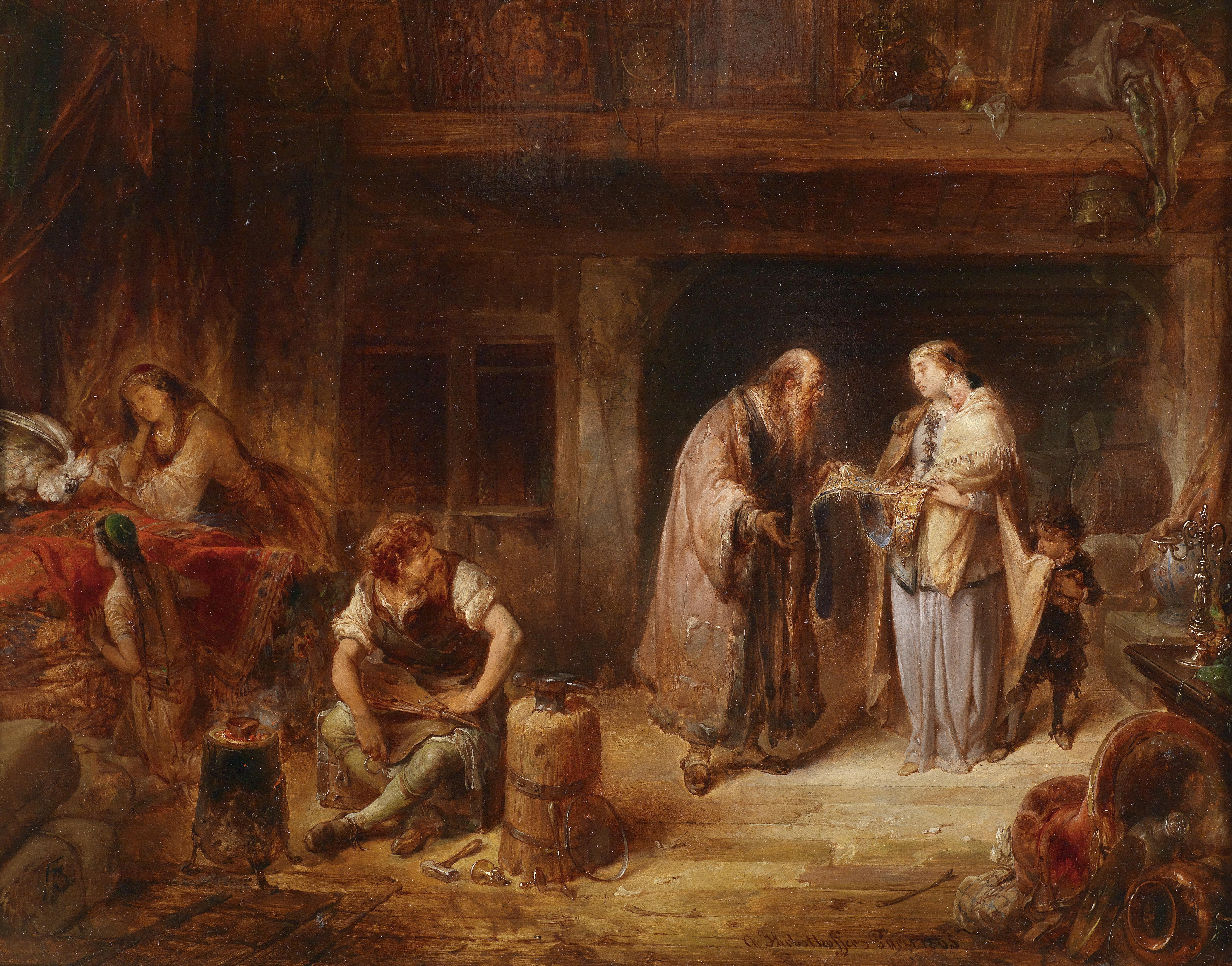
Le concessionnaire, 1865